# سلیمان‌قشلاق
سلیمان‌قشلاق یکی از روستاهای استان آذربایجان شرقی است که در دهستان کاغذکنان مرکزی بخش کاغذکنان شهرستان میانه واقع شده‌است.
این روستا با فاصله سه و نیم کیلومتری از مرکز بخش نزدیک ترین روستا به آقکند می باشد همچنین دارای مناظر طبیعی و مناطق محافظت شده می باشد که در این مناطق حیواناتی همچون غزال و آهو و پرندگانی از جمله عقاب و کبک و باقرقره زیست دارند.
مردم این روستا بیشتر در کار های کشاورزی و دامپروری مشغول به فعالیت هستند.
به علت خشکسالی اخیر در ایران شاهد مهاجرت جمعی اهالی این روستا به شهر های کرج و تهران بوده ایم.